# 서해중학교
서해중학교(西海中學校)는 대한민국 경기도 시흥시 정왕동에 있는 공립 중학교이다.

## 학교 연혁
- 1997년 3월 1일 : 서해중학교 설립인가 (1학년 2학급 인가)
- 1997년 3월 1일 : 초대 안영일 교장 취임
- 1997년 3월 4일 : 입학식(1학년 2학급 계 55명)
- 2000년 2월 15일 : 제1회 졸업식 (143명)
- 2020년 9월 1일 : 제9대 김태훈 교장 취임
- 2023년 12월 20일 : 제25회 졸업식(8학급 남 123명, 여 117명 계 240명, 총 7,394명 졸업)
- 2024년 3월 4일 : 입학식(7학급 남 90명, 여 112명 계 202명)

## 참고 자료
- 서해중학교 - 한국교육학술정보원 학교알리미